# Орган суспільного нагляду за аудиторською діяльністю
Орган суспільного нагляду за аудиторською діяльністю (ОСНАД) - є незалежним органом відповідальним за здійснення суспільного нагляду за аудиторською діяльністю в Україні.
Офіційний вебсайт ОСНАД
ОСНАД утворено відповідно до Закону України від 21.12.2017 № 2258 – VIII «Про аудит фінансової звітності та аудиторську діяльність».
Орган суспільного нагляду за аудиторською діяльністю у своїй діяльності керується Конституцією України, Законом України «Про аудит фінансової звітності та аудиторську діяльність», законами України, указами Президента України та постановами Верховної Ради України, прийнятими відповідно до Конституції і законів України, актами Кабінету Міністрів України, нормативно-правовими актами, які видаються центральним органом виконавчої влади, що забезпечує формування та реалізує державну політику у сфері бухгалтерського обліку та аудиту, а також положеннями міжнародних договорів України, що набрали чинності в установленому порядку, та Статутом Державної установи «Орган суспільного нагляду за аудиторською діяльністю».

## Склад ОСНАД
Орган суспільного нагляду за аудиторською діяльністю складається з Ради нагляду за аудиторською діяльністю та Інспекції із забезпечення якості.

## Місія та завдання ОСНАД
Усі аудитори та суб’єкти аудиторської діяльності підлягають суспільному нагляду.
Відповідальним за здійснення суспільного нагляду за аудиторською діяльністю в Україні є Орган суспільного нагляду за аудиторською діяльністю.
Місія Органу суспільного нагляду за аудиторською діяльністю є забезпечення високого рівня впевненості власників, інвесторів та інших користувачів у інформації розкритій у фінансовій звітності як надійної бази прийняття ефективних решень.
Орган суспільного нагляду за аудиторською діяльністю забезпечує здійснення нагляду і несе відповідальність за нагляд за:
1. реєстрацією аудиторів та суб’єктів аудиторської діяльності;
2. впровадженням міжнародних стандартів аудиту;
3. контролем за атестацією аудиторів та безперервним навчанням аудиторів, які здійснюють обов’язковий аудит фінансової звітності;
4. контролем якості аудиторських послуг суб’єктів аудиторської діяльності, які здійснюють обов’язковий аудит фінансової звітності;
5. дисциплінарними провадженнями щодо аудиторів та суб’єктів аудиторської діяльності, які здійснюють обов’язковий аудит фінансової звітності;
6. застосуванням стягнень.

## Нагляд за делегованими повноваженнями
Відповідно до Закону України «Про аудит фінансової звітності та аудиторську діяльність» Аудиторській палаті України, за умови що її організаційна структура унеможливлює виникнення конфлікту інтересів, делегуються такі повноваження:
1. реєстрація аудиторів та суб’єктів аудиторської діяльності;
2. контроль за безперервним навчанням аудиторів, які здійснюють обов’язковий аудит фінансової звітності, крім аудиту фінансової звітності підприємств, що становлять суспільний інтерес;
3. контроль якості аудиторських послуг суб’єктів аудиторської діяльності, які здійснюють обов’язковий аудит фінансової звітності, крім аудиту фінансової звітності підприємств, що становлять суспільний інтерес;
4. здійснення дисциплінарних проваджень щодо суб’єктів аудиторської діяльності, які здійснюють обов’язковий аудит фінансової звітності, крім суб’єктів аудиторської діяльності, які здійснюють аудит фінансової звітності підприємств, що становлять суспільний інтерес.

Орган суспільного нагляду за аудиторською діяльністю в порядку, визначеному Законом України «Про аудит фінансової звітності та аудиторську діяльність», здійснює нагляд за виконанням Аудиторською палатою України делегованих їй повноважень.
Орган суспільного нагляду за аудиторською діяльністю для досягнення мети та виконання статутних завдань має повноваження здійснювати:
1. нагляд за веденням Реєстру аудиторів та суб’єктів аудиторської діяльності;
2. погоджувати форму, за якою аудиторами та суб’єктами аудиторської діяльності подаються до Аудиторської палати України відомості, які підлягають оприлюдненню в Реєстрі аудиторів та суб’єктів аудиторської діяльності;
3. приймати рішення про виключення аудитора або суб’єкта аудиторської діяльності з Реєстру аудиторів та суб’єктів аудиторської діяльності на підставах, передбачених Законом України «Про аудит фінансової звітності та аудиторську діяльність» та Порядком ведення Реєстру аудиторів та суб’єктів аудиторської діяльності.

Відповідно до вимог Порядку ведення  Реєстру аудиторів та суб’єктів аудиторської діяльності для здійснення нагляду за реєстрацією аудиторів та суб’єктів аудиторської діяльності в Україні Орган суспільного нагляду за аудиторською діяльністю виконує такі функції:
1. здійснює нагляд за діяльністю Аудиторської палати України в частині ведення нею Реєстру аудиторів та суб’єктів аудиторської діяльності, проводить перевірки Аудиторської палати України з метою забезпечення виконання нею відповідно до вимог Органу суспільного нагляду за аудиторською діяльністю повноважень з ведення Реєстру;
2. надає обґрунтовані рекомендації Аудиторській палаті України з метою усунення виявлених порушень у діяльності Аудиторської палати України при веденні Реєстру та удосконалення порядку ведення Реєстру;
3. здійснює інші повноваження, необхідні для забезпечення функціонування Реєстру та отримання достовірної інформації з Реєстру.